# 三宅貴洋
三宅 貴洋（みやけ たかひろ、2月19日 - ）は、日本の男性声優。東京都出身。EARLY WING所属。

## 来歴
以前はぷろだくしょん★A組（ジュニア所属）、オフィスPACに所属していた。
2025年3月31日、同日付でオフィスPACが事業停止したことに伴い、翌4月1日付でEARLY WINGに移籍。

## 人物
趣味・特技は、野球、スノーブレード、ラーメン食べ歩き、スキー、うさぎを愛でる。資格は剣道1級。

## 出演

### テレビアニメ
1999年
- 十兵衛ちゃん -ラブリー眼帯の秘密-（剣道部員）
- SURF SIDE HIGH-SCHOOL
- Phantom 〜Requiem for the Phantom〜

2005年
- プレイボール（高木、高橋）

2010年
- 薄桜鬼 碧血録（旧幕兵）

2011年
- 銀魂（ヤクザB）

2012年
- エリアの騎士（岩本一成）

2024年
- ガールズバンドクライ（通行人、予備校生徒、喫茶店客、男性客A）
- おじゃる丸（タクシーの運転手）
- 夜のクラゲは泳げない（大衆の声）
- 烏は主を選ばない（鵄の手下）

2025年
- 戦隊レッド 異世界で冒険者になる（ミノタウロス）
- 魔法使いの約束（東の国の商人）
- ばいばい、アース（剣士）

### 劇場アニメ
- デッドデッドデーモンズデデデデデストラクション（2024年、侵略者〈高官〉） - 後章

### 吹き替え

#### 映画
- アウトロー（チンピラ〈デンヴァー・ミロード〉）
- 新しき世界
- イップ・マン 序章（ユン / 沙膽源〈黄又南〉）
- ウィッチマウンテン/地図から消された山
- エクスペリメント
- サウスランド・テイルズ
- 幸せのきずな
- 幸せへのキセキ
- ストリートファイター ザ・レジェンド・オブ・チュンリー
- スモーキング・ハイ
- スラップ・ショット
- 戦火の馬（ミヒャエル〈レオナート・カロヴ（ドイツ語版）〉）
- 戦場のレクイエム
- ダイ・ハード/ラスト・デイ
- TIME/タイム
- 達磨よ、ソウルに行こう!（英語版）
- チャーリー・ウィルソンズ・ウォー
- つぐない
- DRAGONBALL EVOLUTION
- ニード・フォー・スピード
- 呪われた死霊館（英語版）
- ハイウェイマン ※テレビ東京版
- 必殺処刑チーム（スコット・キャロウェイ〈スティーヴ・バイヤーズ〉）※Netflix版
- ファンタスティック・フォー:銀河の危機
- 42 〜世界を変えた男〜
- ブギーマン3（英語版）
- ブラックパンサー/ワカンダ・フォーエバー（SWAT男隊員A[14]）
- プロメテウス ※劇場公開版
- ホビット 思いがけない冒険
- ボルケーノ in N.Y.（ホセ）
- ホワイトアウト
- マグニフィセント・セブン（テディQ〈ルーク・グライムス〉）
- マスク2
- ラスト・ブラッド
- ラスト・ホラー・ムービー（マーク）
- リトル・チルドレン
- レッドベルト 傷だらけのファイター
- レンブラントの夜警（英語版）

#### ドラマ
- IRIS-アイリス-
- NCIS 〜ネイビー犯罪捜査班（ジェラルド・ジャクソン〈パンチョ・デミングス〉）
- 堕ちた弁護士 -ニック・フォーリン-（ロニー）
- オンエアー（イ・ウォン）
- THE KILLING/キリング シーズン3
- コールドケース 迷宮事件簿3
- サバイバー: 宿命の大統領（スコット、フォアステル 他）
- シェイズ・オブ・ブルー ブルックリン警察（コール）
- シカゴ・メッド シーズン2
- ジャーナリスト事件簿〜匿名の影〜（英語版）（イェルムン）
- STARTUP スタートアップ（英語版）（オスカー）
- 朱蒙-チュモン-
- 超人ハルク
- Dr.HOUSE3
- 跳べ!ロックガールズ 〜メダルへの誓い
- NUMBERS 天才数学者の事件ファイル
- ニュー・アムステルダム 医師たちのカルテ（ウォルシュ）
- ピートとピートの冒険（ピット・ステイン）
- 秘密情報部トーチウッド
- フィアー・ザ・ウォーキング・デッド シーズン2（ヘクター、ジェームズ）
- プライミーバル
- プリティ・リトル・ライアーズ シーズン7
- 弁護士イーライのふしぎな日常
- HOMELAND シーズン5（カシム）
- ボストン・リーガル
- ホワイトカラー
- マジシャンズ（ジョー）
- ヤング・スーパーマン
- ライ・トゥ・ミー 嘘は真実を語る
- ロスト・ガール（ヘイル）
- 私はラブ・リーガル2

#### アニメ
- ガーフィールド・ショー4（プランキー）
- キム・ポッシブル
- ティンカー・ベルと妖精の家
- フォスターズ・ホーム
- フラニーズ・フィート

### ボイスオーバー
- あなたの知らない起源
- 現代の驚異
- 知られざる犯罪の裏側
- 生物学シリーズ
- 熱狂の70年代

### 舞台
- がんぼとカバチ
- 黒くぬれ-ぺいんとぶらっく2012～
- 砂韻
- 僕らの空（健太）
- 夜曲〜放火魔ツトムの優しい夜〜